# Ambrósio Autperto
Ambrósio Autperto (Ambroise) (em latim: Ambrosius Autpertus) (Provença, c. 730 – 30 de janeiro de 784) foi um monge beneditino franco da Idade Média, originário da Provença, que foi abade do mosteiro de San Vincenzo al Volturno, na Itália, e um exegeta, cujos textos permitem considerá-lo como uma figura importante do renascimento carolíngio.

## Biografia
Ambrósio se tornou abade do mosteiro de San Vincenzo al Volturno, na atual comuna de Castel San Vincenzo, sul da Itália, na época de Desidério, rei dos lombardos. A eleição de Ambrósio como abade causou dissidência interna em San Vincenzo, e o Papa Estêvão III e Carlos Magno tiveram que intervir. A divergência foi baseada tanto em acusações sobre a personalidade de Ambrósio, quanto à sua origem franca.
Escreveu um número considerável de obras sobre a Bíblia e temas religiosos em geral. Entre estes estão comentários sobre o Apocalipse, sobre o Livro de Salmos e sobre o Cântico dos Cânticos; as Vidas dos Santos Paldo, Tuto e Vaso; a Assunção da Virgem; e um Combate entre as Virtudes e os Vícios.
Em 2009, o Papa Bento XVI fez uma homilia sobre ele na praça de São Pedro. Nesta homilia, a data da morte de Ambrósio é dada como 784 (antigos estudiosos tinham dado uma data entre 778 e 779).